# QuickTime
是由蘋果公司所開發的一種多媒体框架，能夠處理許多的數位視訊、媒體段落、音效、文字、動畫、音樂格式，以及互動式全景影像的數項類型。

## 概況
QuickTime技術擁有三種主要的元件：
1. 媒體播放器，蘋果電腦在他自己的網站免費讓人下載以及內建在他的電腦中。
2. QuickTime 檔案格式—公開文件並且任何人都可以使用，不須權利金。
3. 軟體開發工具可用於Macintosh平臺。這些工具允許人們開發他們自己的軟體來操作QuickTime以及其他媒體檔案。這些對已註冊開發人員是免費的（註冊免費）。

## QuickTime播放程式
蘋果在Mac OS推出免費之官方媒體播放軟體，名字為「QuickTime Player」（早期的版本簡單地使用了「MoviePlayer」這個名稱）。這個播放器也包含一些媒體編輯和媒體創作的特色，但是使用者必須從Apple購買序列號來打開這些功能，把這個播放器轉變為"QuickTime Pro"。
有些公司使用QuickTime來作為他們的軟體，例如：
- 蘋果電腦自己擁有的iTunes音樂播放器（設計為容易操控語音媒體）使用QuickTime來作為他的播放技術[來源請求]。
- 大英百科全書的DVD需要QuickTime來播放電影片段。

獨立的QuickTime 6（MPEG-4）播放器在很多作業系統都存在，FFmpeg程式庫甚至支援第三方授權給Apple的Sorenson影像壓縮格式。

## QuickTime專業版
QuickTime專業版是付費版的蘋果電腦QuickTime媒體播放器技術。他提供的特色，像是MPEG-4（和7.0版的H.264）製作，以及其他未包含在免費播放器中的特色，像是輸出各種不同視訊codec格式（像是動畫，DV, mjpeg等等），圖形格式（Tiff, Pict, Jpeg），以及聲音（Wav, Aiff）。

## QuickTime檔案格式

### QuickTime和MPEG-4
於1998年2月11日，國際標準組織（ISO）認可QuickTime檔案格式作為MPEG-4標準的基礎。這個行動的支持者表示QuickTime提供一個好的"生命週期"格式，很適合做擷取、編輯、檔案、散佈、和播放（相對於簡單以檔案為串流資料方式的MPEG-1和MPEG-2而言，不適合作編輯之用）。在2002年開發者增加了MPEG-4的相容性到QuickTime 6。然而，蘋果電腦延遲這個版本的推出達到數個月之久，是因為MPEG-4授權本身的爭議，要求提出的授權金會限制很多使用者和內容的提供者。在妥協之後，蘋果電腦於2002年7月15日推出QuickTime 6。

## 架構
- 針對影音加以編碼（Encoding）與轉碼（transcoding）。
- 針對影音加以解碼（Decoding），並傳送解完碼的資料流（decoded stream）到graphics或是audio subsystem。Mac OS X作業系統下，QuickTime傳送video playback到Quartz Extreme（OpenGL）Compositor。[2]
- 可以用外插（plug-in）方式支援其他的解碼器（codecs）像是DivX。

## 開發
設計者可以使用C程式語言或是Java語言來與軟體發展套件來發展Mac的多媒體應用程式。

## 歷史

### 1991～1998年：從1.x到2.x
蘋果電腦於1991年12月2日釋出第一個QuickTime的版本，作為System 7上的多媒體附加功能。QuickTime的首席開發者布魯斯·利克，於1991年5月的苹果全球开发者大会上做了第一次的公開展示。他在Mac上展示了蘋果電腦有名的電視廣告「1984」，在那時候是一種令人印象深刻的突破。微軟的競爭技術－Video for Windows—在1992年11月之前都還未出現。
第一個版本的QuickTime制定的基本架構，到現在基本上還存在未更改，包含多重電影軌道，可擴充的媒體形態支援，一種開放的檔案格式，以及完整的編輯功能。原本的視訊codec包含：
- Apple視訊codec（也稱作"Road Pizza"），適合普通現場動作影像。
- 動畫codec，使用簡單的run-length圖形壓縮方式，適合卡通形態的大區域顏色很適合。
- 圖形codec，對於每一點8位元（8-bit-per-pixel）的影像最佳化，包含有抖動的圖形。

蘋果電腦在1992年後期發放了Mac OS的1.5版本。
蘋果電腦在1994年2月發佈了QuickTime 2.0 for Mac OS版—這個是唯一的一個不免費的版本。在這個版本中加入了對音樂軌跡的支持，音樂軌跡相當於MIDI的數據，這個功能可以驅動sound-synthesis引擎自我創建於QuickTime中（使用的聲音許可證來自Roland），或者是任何外部的MIDI設備，因此創建出來的聲音只佔用一小部分的電影數據。
在接下來的2.1和2.5版本中，QuickTime繼續免費。工程師改良了對音樂的支持並增加了sprite軌跡，這個功能可以實現創建複雜的動畫，文件大小就只比靜態的圖片大一點。
QuickTime 2.0 for Windows發佈於1994年11月。

### 1998～2001年：版本3.0與4.0
運行於Mac OS的QuickTime 3.0於1998年3月30日發行。其現有的功能是免費的，但如果要獲得Apple所提供的具有更多特性的QuickTime Player和Picture Viewer程序，最終用戶需要通過購買一個QuickTime Pro 許可證來解除對軟件的限制。
QuickTime 3.0增加了支持圖像導入的組件，從而可以從GIF、JPEG、TIFF和其他文件格式中讀取圖像。而通過FireWire主要作為視頻數據輸出的視頻輸出組件同樣增加了視覺效果，使程序員可以把real-time技術運用到視頻軌道中。一些效果甚至可以響應用戶的鼠標單擊，就像是電影本身的交互支持一樣。
蘋果於1999年6月10日發行了QuickTime 4.0 for Mac OS。它增加了圖像導出組件，支持輸出成與預導入者可以閱讀的相同格式的非GIF（或許是因為LZW許可）。它增加了Sorenson codec的第一個版本，並且支持串流媒體。
QuickTime 4.1於2000年伊始發佈，增加了在Mac OS 9及後續版本中播放超過2G的電影；並且終止了對68K Mac的支持。用戶獲得了操作QuickTime Player via AppleScript的能力。

### 2001年至今：版本5.0及後續
QuickTime 5.0 for Mac OS於2001年4月23日出現。它增加了「面板」功能和多處理圖像壓縮支持。在這一版本中只有擁有QuickTime Pro許可證的用戶才可以使用全螢幕模式，這一做法引起了爭議，至今尚未解決。

### QuickTime 6.x
| 釋出日期       | 相應版本        | 操作平臺               | 特點/變更                                                                  |
| -------------- | --------------- | ---------------------- | -------------------------------------------------------------------------- |
| 2002年7月15日  | QuickTime 6     | Mac OS 8.6～X，Windows | 添加支援MPEG-2、MPEG-4及AAC多媒體格式。                                    |
| 2003年1月14日  | QuickTime 6.1   | Mac OS X               | 增進品質與效能。                                                           |
| 2003年3月31日  | QuickTime 6.1   | Windows                | 修正CAN-2003-0168安全性弱點。                                              |
| 2003年4月29日  | QuickTime 6.2   | Mac OS X               | 添加支援iTunes 4；增進AAC的支援。                                          |
| 2003年6月3日   | QuickTime 6.3   | Mac OS X，Windows      | 添加支援3GPP標準與AMR編碼。                                                |
| 2003年10月16日 | QuickTime 6.4   | Mac OS X，Windows      | 停止對於Windows 95系統的支援；添加Pixlet編碼解碼器；整合3GPP系列解碼能力。 |
| 2003年12月18日 | QuickTime 6.5   | Mac OS X，Windows      | 添加支援3GPP2標準及Acclaim Games開發的「」（AMC）多媒體格式。              |
| 2004年4月28日  | QuickTime 6.5.1 | Mac OS X，Windows      | 添加支援ALAC多媒體格式。                                                   |
| 2004年10月27日 | QuickTime 6.5.2 | Mac OS X，Windows      | 修正程序錯誤；部份安全性更新；增進品質與效能。                             |
| 2005年10月12日 | QuickTime 6.5.3 | Mac OS X v10.2.8       | 停止對於Windows NT 4.0、Windows 98及Windows Me系統的支援。                 |

### QuickTime 7.x
| 釋出日期       | 相應版本           | 操作平臺                                                       | 特點/變更 |
| -------------- | ------------------ | -------------------------------------------------------------- | --- |
| 2005年5月31日  | QuickTime 7.0.1    | Mac OS X                                                       | 修復有關於Quartz Composer外掛模組的一個安全性問題。                                                                              |
| 2005年7月15日  | QuickTime 7.0.2    | Mac OS X                                                       | 修復程序錯誤；增進相容性。 |
| 2005年9月7日   | QuickTime 7.0.2    | Mac OS X，Windows 2000 / XP                                    | 第一個非預覽版本釋出。 |
| 2005年10月12日 | QuickTime 7.0.3    | Mac OS X，Windows 2000 / XP                                    | 修復串流與H.264的程序錯誤。 需要透過iTunes Music Store來購買視訊服務。                                                           |
| 2005年10月29日 | QuickTime 7.0.3.50 | Mac OS X，Windows 2000 / XP                                    | ... |
| 2006年1月10日  | QuickTime 7.0.4    | Mac OS X，Windows 2000 / XP                                    | 第一個通用二進制版本。 包含多項程式的錯誤修復；改善H.264效能。                                                                   |
| 2006年5月11日  | QuickTime 7.1      | Mac OS X，Windows 2000 / XP                                    | 包含多項程式的錯誤修復；支援iLife 06；改善H.264效能。                                                                            |
| 2006年5月31日  | QuickTime 7.1.1    | Mac OS X，Windows 2000 / XP                                    | ... |
| 2006年6月28日  | QuickTime 7.1.2    | Mac OS X，Windows 2000 / XP                                    | 提及在預覽iDVD project過程中出現的一個問題。                                                                                     |
| 2006年9月12日  | QuickTime 7.1.3    | Mac OS X，Windows 2000 / XP                                    | 程序錯誤修復與嚴重的安全性問題。                                                                                                 |
| ...            | QuickTime 7.1.6    | Mac OS X，Windows 2000 / XP                                    | 因含有多處安全隱患而從QT官網被移除 ，但仍有在蘋果官網的支援頁面內提供下載。                                                      |
| 2007年7月11日  | QuickTime 7.2      | Mac OS X，Windows 2000 / XP（含SP1） / Vista                   | 停止對於Windows 2000系統的支援；添加支援Windows Vista系統。                                                                      |
| ...            | QuickTime 7.3      | Mac OS X，Windows XP（含SP1） / Vista                          | 停止對於Flash內容的支援，打破依賴於Flash的交互性內容或動畫軌跡；安全問題貌似為相應考量之一。該版本要求電腦CPU具備支援SSE的能力。 |
| ...            | QuickTime 7.4      | Mac OS X，Windows XP SP2（或以上） / Vista                     | 不再要求電腦CPU對於SSE的支援。                                                                                                   |
| 2008年7月10日  | QuickTime 7.5      | Mac OS X v10.4（或以上），Windows XP SP2（或以上） / Vista     | 停止對於Mac OS X v10.3（或以下）系統的支援。                                                                                     |
| 2008年9月9日   | QuickTime 7.5.5    | Mac OS X v10.4（或以上），Windows XP SP2（或以上） / Vista     | ... |
| 2009年1月21日  | QuickTime 7.6      | Mac OS X v10.4（或以上），Windows XP SP2（或以上） / Vista     | ... |
| 2011年8月23日  | QuickTime 7.7      | Mac OS X v10.4（或以上），Windows XP SP2（或以上） / Vista / 7 | 添加支援Windows 7系統。 |
| 2012年5月16日  | QuickTime 7.7.2    | Mac OS X v10.4（或以上），Windows XP SP2（或以上） / Vista / 7 | ... |
| 2016年         | QuickTime 7.7.9    | Mac OS X v10.4（或以上）                                       | 停止對於所有Windows系統的支援。                                                                                                  |

### QuickTime X
QuickTime X（讀作Quicktime Ten，當中的"X"是羅馬數字的十）是下一世代的QuickTime，在2008年6月9日的WWDC上發表。產品預期會在2009年的年中隨同Mac OS X v10.6推出。
Version X會使用與iOS相同的媒體技術，並支援更新的編碼及更具效益的媒體播放功能。

## 漏洞與错误
QuickTime 7.4被發現會令Adobe出品的影像合成程式After Effects停止工作，因為這個版本的QuickTime開始加入了對数字版权管理（DRM）支援的功能，讓QuickTime可以播放透過iTunes租賃的電影。這個問題在QuickTime 7.4.1得到修正。
從4.0到7.3版本都潛藏有一個缓存溢出的錯誤，使安裝了QuickTime播放器或QuickTime媒體串流客戶端的電腦的保安存在漏洞。這個漏洞在7.3.1版解決了。
此外，在7.5.5版之前的版本都存有跨網站指令碼（XSS）的問題。

## 另見
- QuickTime Alternative
- 媒體播放器列表

## 外部連結
- QuickTime （页面存档备份，存于） with 下載頁面（页面存档备份，存于），older versions（页面存档备份，存于），and additional components to extend QTs capabilities
- Apple's QuickTime developer site（页面存档备份，存于）